# 余善繼
余善繼（1512年—？年），字伯賢，四川重慶府長壽縣人，民籍，明朝政治人物。

## 生平
三月初三日生，行一，治《春秋》，由縣學附學生中式四川鄉試第三十一名舉人，年二十七歲中式嘉靖十七年戊戌科會試第三百十名，第三甲第一百六十名進士。十九年授江西饒州府推官，後官至员外郎。

## 家族
曾祖余永壽；祖余鍾，王府教授；父余龍；母趙氏。具慶下，妻謝氏，兄廷寵，弟能繼；可繼。